# José Álvaro Morais
José Álvaro Morais (* 2. September 1943 in Coimbra; † 30. Januar 2004 in Lissabon) war ein portugiesischer Filmregisseur.

## Werdegang
Sein Medizinstudium in Lissabon brach er ab, um sich ganz dem Kino zu widmen. Er war als Student in der Filmklub-Bewegung aktiv, als Mitglied des CCUL (Cineclube Universitário de Lisboa). Auf die aktive Seite des Kinos wechselte er als Assistent von António-Pedro Vasconcelos, als dieser sich 1967 der Regiearbeit zuwendet. Morais ging von 1969 bis 1974 nach Belgien, wo er am Institut Nationale Supérieur des Arts du Spéctacle (INSAS) Film studierte. Er drehte dort seine ersten Kurzfilme.
Nach der Nelkenrevolution kehrte er 1975 zurück nach Portugal, wo er für das staatliche Fernsehen RTP arbeitete. 1976 trat er dem Centro Português de Cinema bei.
Mit seinem ersten vollen Spielfilm O Bobo (dt.: "Der Narr"), über die letzten Probetage einer Theateraufführung von Alexandre Herculanos gleichnamigen Stück, gewann er 1987 den Goldenen Leoparden beim Filmfestival von Locarno. Nach einer überlangen Produktionszeit von 1979 bis 1987 kam der Film auf Grund von Vertriebsschwierigkeiten erst 1991 in die portugiesischen Kinos.
Sein letzter Film war Quaresma ("Fastenzeit"), mit Beatriz Batarda, Filipe Cary und Rita Durão in den Hauptrollen. Produziert von Paulo Branco und mit Musik von Bernardo Sassetti, wurde er in Dänemark und Portugal gedreht und lief 2003 im Programm des Filmfestivals in Cannes.
2004 starb Morais nach längerer Krankheit.

## Rezeption
Das zentrale Thema bei Morais war der Mensch, gefangen in seiner Umgebung. Der Filmkritiker Luís Miguel Oliveira schrieb in seinem Dossier zum Quaresma-Film in Cannes 2003: "Und die Frage, die große Frage in allen Filmen von José Álvaro Morais bleibt stets die eine: was ist das für ein Land, das die Menschen mit so einer Kraft packt und sie gleichzeitig flüchten lassen will?" («E a pergunta, a grande pergunta de todos os filmes de José Álvaro de Morais mantém-se: que país é este, que agarra as pessoas com tanta força ao mesmo tempo que lhes dá vontade de fugir?»). Zerrissene Menschen in einer in jeder Hinsicht fesselnden Umgebung waren zunehmend die Merkmale seines Werkes. Seine Filme O Bobo und Zéfiro ließen aufhorchen, Peixe Lua (Festival des Filmes du Monde in Montreal) und zuletzt Quaresma (Cannes) weckten unter Freunden des anspruchsvollen Films die Hoffnungen auf einen kommenden Autor vielschichtiger Filmkunstwerke. Sein früher Tod verhinderte dies.

## Filmografie
- 2003: Quaresma
- 2000: Peixe Lua
- 1999: Os 25 Anos do Teatro da Cornucópia (Doku.)
- 1993: Zéfiro
- 1987: O Bobo
- 1978: Ma Femme Chamada Bicho (Doku.)
- 1975: Cantigamente Nº3 (TV)
- 1975: Domus de Bragança (Doku.)
- 1972: El Dia Que me Quieras (Kurzfilm)
- 1972: The upper room (Kurzfilm)

Regisseur José Nascimento drehte 2016 mit Silêncios do Olhar einen Dokumentarfilm über José Álvaro Morais.